# Eparquía de Aretusa de los sirios
La eparquía titular de Aretusa de los sirios (en latín: Eparchia Arethusia Syrorum) es una eparquía titular de la Iglesia católica conferida a miembros de la Iglesia católica siria. Corresponde a una antigua diócesis de la Iglesia ortodoxa siria cuya sede estaba en la ciudad de Aretusa, la actual Rastán en Siria. De acuerdo al Anuario Pontificio, Aretusa fue una diócesis de la provincia de Siria II, sufragánea de Apamea. 

## Historia
Aretusa fue obispado de la provincia romana de Siria Segunda Saludable en la diócesis civil del Oriente. Formaba parte del patriarcado de Antioquía y era sufragánea de la arquidiócesis de Apamea, como lo atestigua una Notitia Episcopatuum del siglo VI.
Hay seis obispos documentados de Aretusa. Eustacio fue uno de los padres del Concilio de Nicea I en 325. El obispo Marco I, miembro del arrianismo, está documentado en varias ocasiones en la primera mitad del siglo V y participó en el concilio disidente de Filipópolis en 344. Marcos II participó en el Concilio de Calcedonia en 451. En 458 Eusebio firmó la carta de los obispos de Siria Segunda al emperador León después de la muerte de Proterio de Alejandría. En 518 el obispo Severiano firmó una carta sinodal contra Severo de Antioquía y el partido monofisita. Abraham finalmente participó en el tercer concilio de Constantinopla en 680.
Durante la época de las Cruzadas, Aretusa (Artasia) fue durante un breve período un obispado de rito latino en el patriarcado de Antioquía de los latinos. 

### Sede titular
Una sede titular católica es una diócesis que ha cesado de tener un territorio definido bajo el gobierno de un obispo y que hoy existe únicamente en su título. Continúa siendo asignada a un obispo, quien no es un obispo diocesano ordinario, pues no tiene ninguna jurisdicción sobre el territorio de la diócesis, sino que es un oficial de la Santa Sede, un obispo auxiliar, o la cabeza de una jurisdicción que es equivalente a una diócesis bajo el derecho canónico.
La diócesis de Aretusa fue restablecida como eparquía titular de Aretusa de los sirios en el siglo XX y fue conferida por primera vez por la Santa Sede el 14 de septiembre de 1912 al obispo Moisés Sarkis.
El visitador apostólico para los fieles siro-católicos residentes en Europa Occidental y viceprocurador y ecónomo de la Procura ante la Santa Sede, Rami Al-Kabalan, fue nombrado obispo titular de Aretusa de los sirios el 28 de marzo de 2020.

## Cronología de los obispos

### Obispos de la sede residencial
- Eustacio † (mencionado en 325)
  - Marcos I † (antes de 341-después de 344) (obispo arriano)[5]
- San Marcos II † (mencionado en 451)
- Eusebio † (mencionado en 458)
- Severiano † (mencionado en 518)
- Abraham † (mencionado en 680)

(...)

### Obispos de la sede titular
- Moisés (Eustacio) Sarkis (Sarkin) † (14 de septiembre de 1912-21 de agosto de 1918 falleció)
- Teófilo José Georgi † (21 de noviembre de 1921-1942 falleció)
- Atanasio Pablo Hindo † (18 de enero de 1949-5 de agosto de 1949 nombrado archieparca de Bagdad de los sirios)
- José Parecattil † (28 de octubre de 1953-20 de julio de 1956 nombrado archieparca de Ernakulam)
- Sebastián Mankuzhikary † (15 de noviembre de 1969-28 de abril de 1986 nombrado archieparca de Thamarasserry)
- Flavien José Melki (24 de junio de 1995-25 de mayo de 1996 nombrado obispo[6] titular de Dara de los sirios)[7]
- Rami Al-Kabalan, desde el 28 de marzo de 2020.